# 爆炎CAMPUSガードレス
『爆炎CAMPUSガードレス』（ばくえんキャンパスガードレス、英語表記:Combustible Campus Guardress）は、萩原一至とあかほりさとるによるオリジナル企画。1994年に全4巻のOVAが発売され、小説化もされた。
『Vジャンプ』1992年11月22日号（創刊準備号）で発表された、『空想科学世界ガリバーボーイ』に続く「Vジャンプ2大G計画」の第2弾。当初は原作：あかほりさとる、画：萩原一至による漫画作品が掲載され、アニメ化の他にゲーム化も前提とされていた。
『爆れつハンター』、『MAZE☆爆熱時空』に本作を加えた3作品を、あかほりは「3大爆走シリーズ」（「3大暴走シリーズ」から改題）と銘打っている。

## ストーリー
東京のはずれにある扉学園は、魔界とこの世をつなぐ“門”で、生徒たちは全員がそれを守る“防人”。世界と魔界を繋ぐ「門」の守護者“防人”をやっている最強の神野八純を中心としたサイキックアクション&ラブコメディ。

## OVA

### キャスト
- 神野八純 - 松本梨香
- 神野巧 - 石田彰
- 神野香純 - 速水圭
- 青葉姫 - かないみか
- 山城数馬 - 森川智之
- 地龍、ナレーション - 山寺宏一
- 校長・天空 - 子安武人
- 本田康生 - 辻谷耕史
- 由佳 - 白鳥由里
- 葵 - 佐久間レイ
- 紫 - 天野由梨
- 鬼島藤太 - 大塚明夫
- マッコイ様 - 立木文彦

### スタッフ
- 原作 - 萩原一至、あかほりさとる
- 監督 - 西久保利彦
- シリーズ構成・脚本 - あかほりさとる
- キャラクター原案 - 萩原一至
- キャラクターデザイン・作画監督 - 黄瀬和哉
- 美術監督 - 平田秀一
- カラーデザイン - 遊佐久美子
- 撮影監督 - 高橋明彦
- 編集 - 掛須秀一、山森重之
- 音楽 - 安西史孝
- 録音演出 - 若林和弘
- 企画 - 中野和雄、鳥嶋和彦
- プロデューサー - 大徳哲雄、石川光久
- 制作 - Production I.G
- 製作・著作 - 集英社

### 主題歌
「INNOCENT HEART」
作詞・歌 - Kei-Tee / 作曲・編曲 - 土橋安騎夫
第3話挿入歌「恋するDiary」
作詞 - 木本慶子 / 作曲 - 小松研多郎 / 編曲 - 飯塚昌明 / 歌 - 松本梨香

### 各巻リスト
| 巻数  | サブタイトル                                  | 脚本                | 絵コンテ            | 演出       | 作画監督                    | 発売日         | 商品番号                    |
| ----- | --------------------------------------------- | ------------------- | ------------------- | ---------- | --------------------------- | -------------- | --------------------------- |
| 第1巻 | ドキドキ☆ワクワク★危ない姉弟!                 | あかほりさとる      | 西久保利彦          | 西久保利彦 | 黄瀬和哉                    | 1994年5月27日  | VHS：VIVF-10114 LD：VILF-49 |
| 第2巻 | ハラハラ☆ヒヤヒヤ★期末テストは敵より怖い!?    | 渡辺誓子            | 西久保利彦 市野文隆 | 千葉大輔   | 羽原信義 黄瀬和哉（総作監） | 1994年7月22日  | VHS：VIVF-10115 LD：VILF-50 |
| 第3巻 | モンモン☆ヘロヘロ★悩み多き死闘!               | 関島眞頼            | -                   | 西久保利彦 | 黄瀬和哉                    | 1994年10月7日  | VHS：VIVF-10116 LD：VILF-51 |
| 第4巻 | ズタズタ☆ボロボロ★勝ちにもいろいろありまして! | 関島眞頼 西久保利彦 | 西久保利彦          | 千葉大輔   | 黄瀬和哉                    | 1994年11月25日 | VHS：VIVF-10117 LD：VILF-52 |

## ドラマCD
- イメージミニアルバム 爆炎CAMPUSガードレス 徹底攻略 公式ガイドCD
  1. 爆炎CAMPUSガードレス 徹底攻略公式ガイドCD1 扉学園納涼夏祭り前夜祭つれづれ記（1994年4月21日、VICL 2133）
  2. 爆炎CAMPUSガードレス 徹底攻略公式ガイドCD2 ドキッ♡まるごと女だらけ？の水泳大会（1994年6月22日、VICL 2134）
  3. 爆炎CAMPUSガードレス 徹底攻略公式ガイドCD3 神田川同棲日記（1994年8月24日、VICL 2135）
  4. 爆炎CAMPUSガードレス 徹底攻略公式ガイドCD4 扉学園怪獣大進撃（1994年10月21日、VICL 2136）

## 漫画
せたのりやすにより、『Vジャンプ』1994年5月号から全10回が連載された。1回あたりのページ数は4ページでオールカラー。内容は小説やOVAとは異なり、番外編的なものとなっている。

## 小説
ジャンプ ジェイ ブックス（著：あかほりさとる 、イラスト：せたのりやす）
爆炎CAMPUSガードレス
1994年9月初版 ISBN 408703027X

スーパーファンタジー文庫（著：あかほりさとる / あおしまたかし、イラスト：せたのりやす）
爆炎CAMPUSガードレス(1)
1998年10月初版 ISBN 4086133229
爆炎CAMPUSガードレス(2) 狭間の少女
1999年3月初版 ISBN 4086133423
爆炎CAMPUSガードレス(3) 見参嵐を呼ぶ男
1999年12月初版 ISBN 4086133741
爆炎CAMPUSガードレス(4) 赦されざる者…愛の最終決戦!
2000年4月初版 ISBN 4086133814